# Нанностомус Харрисона
Нанностомус Харрисона (лат. Nannostomus harrisoni) — вид пресноводных рыб из семейства лебиасиновых.

## Описание
Нанностомус Харрисона имеет вытянутое тело в форме торпеды длиной от 4,5 до 6 см. Окраска тела коричневатого цвета. От вершины морды до основания хвоста проходят две полосы, верхняя золотистого, а нижняя чёрного цвета. Выше и ниже полос у основания хвоста имеется соответственно красное пятно. Брюхо серебристо-белого цвета. Жировой плавник имеется. У самца анальный плавник имеет более интенсивную окраску.

## Распространение
Вид обитает в бассейне реки Демерара в Гайане.

## Размножение
Рыбы кладут от 30 до 50 яиц на нижней стороне листьев водорослей (например, Hygrophila). Мальки вылупляются через 24 часа и через 5 дней уплывают.